# Термінал ЗПГ Гейт
Термінал ЗПГ Гейт — інфраструктурний об'єкт для прийому та регазифікації зрідженого природного газу в Нідерландах.
Протягом кількох десятиліть з початку розробки унікального родовища Гронінген Нідерланди були одним із основних постачальників газу до інших країн Західної Європи. Проте у 2010-х роках внаслідок зниження власного видобутку (не тільки через вичерпання запасів, але й завдяки введеним урядовим обмеженням) намітилась тенденція до перетворення країни на нетто-імпортера блакитного палива. Це, а також політика ЄС на диверсифікацію та підвищення надійності газопостачання сприяли спорудженню першого терміналу для імпорту ЗПГ.
Для розміщення об'єкту вибрали порт Maasvlakte біля Роттердаму. Термінал початковою потужністю 12 млрд.м3 на рік (з запланованим розширенням до 16 млрд.м3) ввели в експлуатацію у 2011 році. Станом на 2014-й цей об'єкт вартістю 1,244 млрд доларів США був задіяний лише на 10 %. Втім, одним із його завдань є саме страхування від можливих перебоїв з газопостачанням Європи, наприклад, на випадок газового конфлікту з Росією. У форс-мажорних обставинах газотранспортна мережа Нідерландів здатна протранспортувати весь прийнятий терміналом об'єм до Німеччини. Як показав 2015 рік, збільшення завантаження терміналу також можливе за умови падіння цін на зріджений природний газ.
До складу терміналу входять три резервуари з ємністю 180000 м3 кожен (ще один потрібно спорудити у випадку реалізації зазначеного вище плану із збільшення потужності). Два причали забезпечують розвантаження газових танкерів до класу Q-Max включно, приц ьому проектом передбачений можливий прийом в майбутньому ще більших суден. До причалів веде підвідний Kleine beer канал, а захист від хвиль забезпечує Північний хвилелам.
Проект реалізували нідерландські компанії Gasunie та Koninklijke Vopak.